# Woody Sauldsberry
Woodrow "Woody" Sauldsberry, Jr., född 11 juli 1935 i Winnsboro i Louisiana, död 3 september 2007 i Baltimore i Maryland, var en amerikansk basketspelare. År 1966 ingick han i Boston Celtics lag som vann NBA-mästerskapet.